# Guapinol (Tabasco)
Huapinol
Huapinol es una localidad del municipio de Centro ubicado en la subregión centro del estado mexicano de Tabasco. Huapinol formaba parte de la localidad de Parrilla hasta que fue desconurbada el 15 de diciembre de 2008.

## Geografía
La localidad de Guapinol se sitúa en las coordenadas geográficas 17°55′22″N 92°54′39″O / 17.92285, -92.9109, a una elevación de 15 metros sobre el nivel del mar.

## Demografía
Según el Conteo de Población y Vivienda 2010, efectuado por el Instituto Nacional de Estadística y Geografía la población de Guapinol era de 5,768 habitantes, y para 2020 había 6,421 habitantes, de los cuales 3,083 son del sexo masculino y 3,338 del sexo femenino.
| Gráfica de evolución demográfica de Guapinol entre 2010 y 2020 |
|                                                                |
| INEGI.                                                         |